# Črpalna hidroelektrarna
Črpalna hidroelektrarna - ČHE je vrsta hidroelektrarne, ki se uporablja za shranjevanje energije. ČHE deluje v dveh režimih: ko je višek elektrike, elektrarna deluje v režimu črpanja - črpa vodo iz nižjega rezervoarja v višjega, pri tem porablja energijo. Ko pa je potrebno proizvajati elektriko pa obratno - voda teče iz višjega rezervoarja v nižjega in pri tem generira elektriko. Pri tem se največkrat uporablja isto poostrojenje: pri črpanju deluje turbina kot črpalka, električni generator pa kot električni motor. 
Izkoristek celotnega sistema je 70-80% To pomeni, da elektrarna porabi več energije pri črpanju, kot pa jo proizvede pri generiranju, 20-30% energije se izgubi. Na ta način proizvedena energija je sicer dražja, najprej je treba proizvesti energijo, potem je treba poganjati črpalko in na koncu še enkrat proizvesti energijo - skupaj trije koraki, namesto enega kot pri konvencionalni hidroelektrani.
Prednosti ČHE so, da lahko proizvaja elektriko, ko je velika potreba, ko je višek pa črpajo vodo za kasnejšo uporabo. ČHE lahko hitreje reagirajo na spremembo moči kot npr. termoelektrarne. ČHE so eden izmed najbolj pogosto uporabljenih načinov shranjevanja energije, svetovna kapaciteta je okrog 127 GW. Največja ČHE na svetu je Bath County Pumped Storage Station s kapaciteto 3 GW.
V večini primerov se črpa sladko vodo, na Japonskem so testirali tudi s slano vodo.
V Sloveniji imamo eno tako elektrarno in sicer ČHE Avče.  Črpalka in generator ležita v bližini vasi Avče, akumulacijsko jezero pa je v bližini kraja Kanalski vrh. Višinska razlika je okrog 500 metrov. Elektrarna ima moč 185 MW, ko proizvaja elektriko in 180 MW ko črpa vodo. Pri polni moči lahko proizvaja električno energijo 15 ur. 
Poleg tega planirajo še eno elektrarno na reki Dravi.